# Férjfogó
A Férjfogó (eredeti cím: Committed) 2000-ben bemutatott amerikai filmvígjáték, amelyet Lisa Krueger írt és rendezett. A főbb szerepekben Heather Graham, Casey Affleck és Luke Wilson látható. 
Világpremierje a 2000-es Sundance Filmfesztiválon volt, 2000. január 21-én. Magyarországon nem vetítették a mozikban, televíziós bemutatója 2008. április 12-én volt.

## Cselekmény
Joline-t, egy New York-i klub tulajdonosát két év után elhagyja a férje Carl, aki fényképész. Egy képeslapon megtudja, hogy a férfi Texasba ment, ezért bérelt autóval utána utazik. Miután átszelte az egész államot, egy újságban kiszúrja Carl nevét az egyik kép alatt, így nyomába ered El Pasóba. 
El Pasóban összefut Carllal, akit hazáig követ, és hamarosan kiderül, hogy új barátnője van, Carmen. Joline leparkol Carl háza közelébe, és apránként beleavatkozik férje új életébe. Felveszi a kapcsolatot Carl szerkesztőjével, és ráveszi, hogy adjon neki jobb munkát. Összebarátkozik Carl új barátnőjével, Carmennel, akinek voltpárja féltékenyen zaklatja őket. Eközben Carl szomszédja, a szobrász Neil, megkedveli Joline-t és udvarolni próbál neki.
Joline-hoz hamarosan bátyja, Jay is csatlakozik, aki próbálja meggyőzni, hogy menjen vissza New Yorkba. Miután kiderül, hogy Carl házas, Carmen eltávolodik Carltól, és vonzódni kezd Jay-hez. Joline-nak sikerül a volt szeretőt távol tartania Carltól és Carmentől, de kezd kifogyni az ötletekből. Carl megkéri Joline-t, hogy távozzon, de a nő állhatatosan marad, hogy megvédje. 
Carmen elviszi nagyapjához Joline-t, mert a nő érdeklődik a varázslat iránt. A nagyapát elfogadták a déli államok kígyói és állítólag varázsolni tud. Hajlandó tanítani Joline-t, aki mágiához folyamodik, hogy férjét újfent módon megvédhesse. A módszer azonban visszaüt rá, és megszállottá válik, ezért kihívják rá a rendőröket. 
Az elmegyógyászatra kerül, ahonnan végül Carmen nagyapja hozza ki. Joline-ban tudatosul, hogy már nem érez semmit a férje iránt, ezért utoljára megmenti Carmen voltpárjától, majd szakít a férfival. Visszatérve New Yorkba új fejezetet nyit az életében, de nem sokkal később Carl megjelenik a lakásán. Mikor a férfi vissza akar térni Joline-hoz, Joline visszautasítja. 
Joline koszorúslányként részt vesz Carmen és Jay esküvőjén, majd a szobrász Neillel táncol együtt a lakodalmon.

## Szereplők
| Szerep                | Színész            | Magyar hang        |
| --------------------- | ------------------ | ------------------ |
| Joline                | Heather Graham     | n.a                |
| Jay                   | Casey Affleck      | Csőre Gábor        |
| Carl                  | Luke Wilson        | Galambos Péter     |
| Neil                  | Goran Višnjić      | László Zsolt       |
| Carmen                | Patricia Velasquez | Kisfalvi Krisztina |
| Grampy                | Alfonso Arau       | Varga Tamás        |
| T-Bo                  | Mark Ruffalo       | n.a                |
| Mimi                  | Clea DuVall        | n.a                |
| Jenny                 | Kim Dickens        | n.a                |
| Meg                   | Summer Phoenix     | n.a                |
| New York-i autótolvaj | Art Alexakis       | n.a                |
| pszichiáternő         | Mary Kay Place     | n.a                |
| Carl főszerkesztője   | Dylan Baker        | n.a                |
| Chicky                | Wood Harris        | n.a                |

## Fogadtatás
A film vegyes értékelést kapott. A Rotten Tomatoeson 43%-os minősítést ért el 46 értékelés alapján, az összefoglaló szerint: „A kritikusok szerint a Férjfogó egyike azoknak a filmeknek, amelyek megmutatják - valamiféle vízióként - mik lehettek volna. A kulcsszó a "volna". A forgatókönyv kiszámítható, a történet unalmassá válik, és egyszerűen nem vicces. Heather Graham megmutatja, hogy tud központi karaktert játszani, de ő nem elég ahhoz, hogy a Férjfogó sikeres legyen.”
Michael Wilmington a Chicago Tribune-től azt írta: „Sem a szereplők, sem a helyzetek nem olyan szimpatikusak vagy viccesek, mint ahogy azt Lisa Krueger író-rendező gondolja.” Peter Travers a Rolling Stone-tól azt írta: „Ez egy egy viccből álló alapfeltevés, amely végül elkopik, de [Lisa] Krueger dolgozik néhány játékos variációt a témára.” Jonathan Foreman a New York Posttól azt írta: „A Férjfogóban [Graham] végre lehetőséget kap arra, hogy főszereplőként elvigyen egy filmet, és ezt csodálatosan teszi.”
A MetaCritic 44 pontot adott a 100-ból 22 vélemény alapján. Steven Rae a The Philadelphia Inquirertől azt írta: „Krueger komédiája nem mindig szikrázik, de a mögöttes intelligencia - Graham szeméről nem is beszélve - átragyog.” Jami Bernard a Daily Newstól azt írta: „Grahamet nagyon szórakoztató nézni, de nehéz összeegyeztetni a karakterének két felét.” Kenneth Turan a Los Angeles Timestól azt írta: „Meglepetésre képes, a film akkor kel életre, amikor nem is számítunk rá, apró, de csodálatosan középponton kívüli pillanatokban.”
A Box Office Mojo szerint 3 millió dolláros költségvetésből készült a film, amire 40 000 dollár folyt be, így veszteséges lett.